# Садовое (Восточно-Казахстанская область)
Садо́вое (каз. Садовое) — упразднённое село в Шемонаихинском районе Восточно-Казахстанской области Казахстана, входило в состав Октябрьского сельского округа. Код КАТО — 636847400.

## География
Село располагалось на северо-западе Шемонаихинского района, в 2 километрах к северо-западу от административного центра сельского округа села Октябрьское, в 5 километрах к северо-западу от районного центра города Шемонаиха. Ближайшая железнодорожная станция Шемонаиха — располагалась в 6 километрах к юго-востоку от села (по дороге — 8,7 км). Транспортное сообщение осуществлялось автомобильной дорогой  KF SH-01 «Шемонаиха — Октябрьское — Луговое». Высота центра упразднённого населённого пункта — 380 метров над уровнем моря.

## История
Постановлением Восточно-Казахстанского областного акимата от 6 ноября 2019 года № 388 и решением Восточно-Казахстанского областного маслихата от 5 ноября 2019 года № 34/379-VI «О внесении изменений в административно-территориальное устройство Кокпектинского, Курчумского и Шемонаихинского районов Восточно-Казахстанской области» — населённый пункт Садовое был отнесён к категориям иных поселений и исключён из учётных данных; поселение упразднённого населённого пункта вошло в состав села Октябрьское.

## Население
| Численность населения | Численность населения | Численность населения |
| 1989                  | 1999                  | 2009                  |
| --------------------- | --------------------- | --------------------- |
| 230                   | ↘138                  | ↘51                   |

Процентное соотношение численно-преобладающих национальностей согласно переписи 1989 года:
| Национальность | Процентное соотношение |
| -------------- | ---------------------- |
| Русские        | 76 %                   |
| Другие         | 24 %                   |